# Ghost Empire

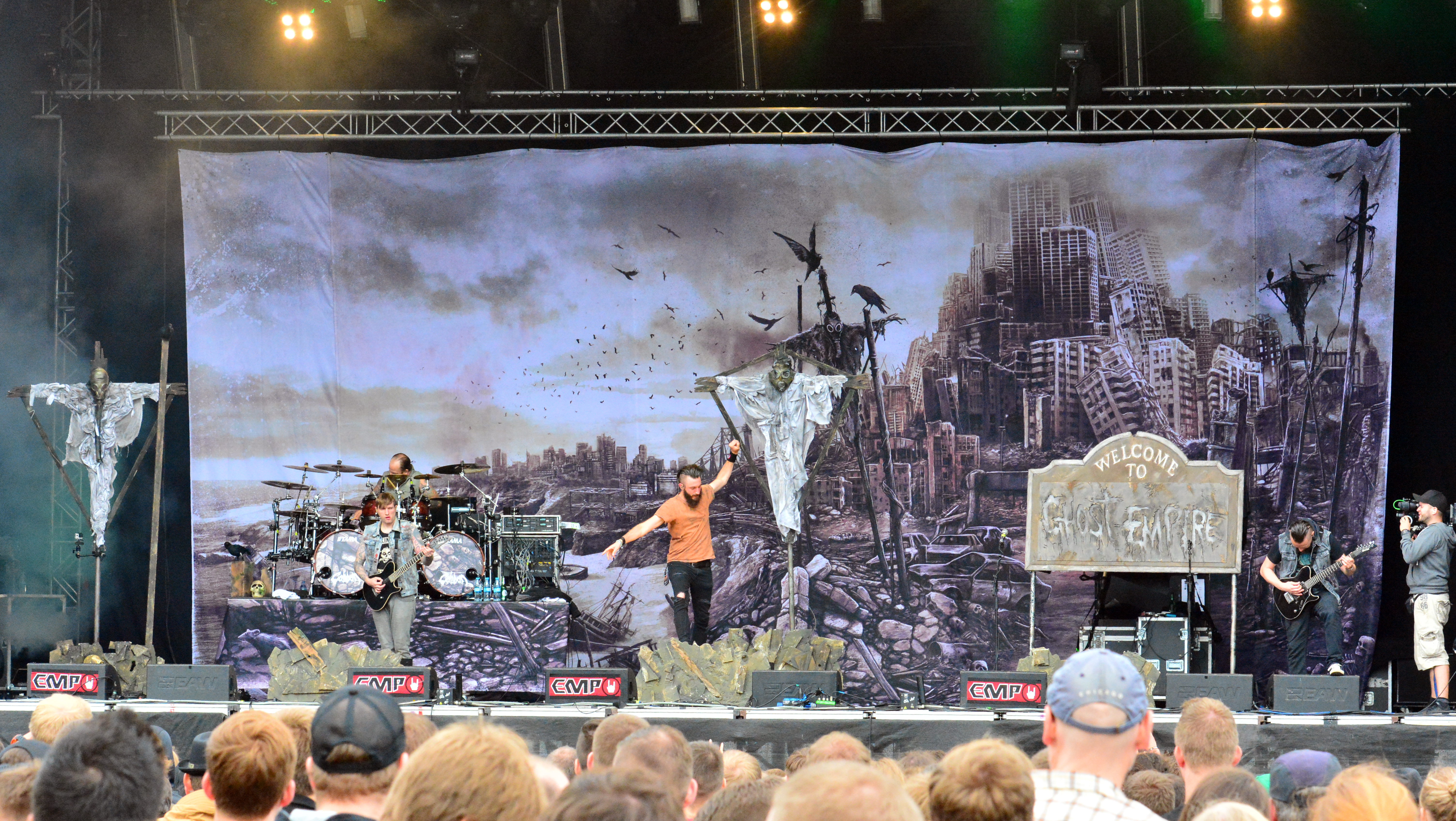
Oprawa graficzna albumu podczas koncertu grupy na Elbriot Festival w 2014

Ghost Empire – dziewiąty album studyjny niemieckiej grupy muzycznej Caliban, wydany 27 stycznia 2014 nakładem Century Media Records.
Album był nagrywany w B.B.Serious Studios, Nemesis Studios, Level3entertainment, a mastering wykonano w Hertzwerk Studio i Nullzweistudios.
Płytę promował teledysk do utworu "Devil's Night".

## Lista utworów
1. "King" - 4:02
2. "Chaos - Creation" - 3:31
3. "Wolves And Rats" - 4:00
4. "Nebel" - 3:11
5. "I Am Ghost" - 3:46
6. "Devil's Night" - 4:23
7. "Your Song" - 4:26
8. "Cries And Whispers" - 3:56
9. "Good Man" - 5:07
10. "I Am Rebellion" - 4:21
11. "Who We Are" - 4:09
12. "My Vertigo" - 3:15

Utwór dodatkowy w wersji limitowanej:
13. "Falling Downwards" - 3:47

## Twórcy
Skład zespołu
- Andreas Dörner – śpiew, teksty
- Marc Görtz – gitara elektryczna, kompozycje[4], teksty, produkcja muzyczna
- Denis Schmidt – gitara elektryczna, śpiew melodyjny
- Marco Schaller – gitara basowa
- Patrick Grün – perkusja

Udział innych
- Benny Richter – produkcja muzyczna, teksty, śpiew dodatkowy
- Marcel Neumann (We Butter the Bread with Butter) – koprodukcja utworów 2, 3, 8, 11, 12
- Klaus Scheuermann – miksowanie
- Olman Viper – mastering
- Dominic Paraskevopoulos – nagrywanie perkusji
- Bastian „Basti” Sobtzick (Callejón) - śpiew, tekst utworu "Nebel"
- Christoph Koterzina – śpiew w utworze "Good Man" oraz śpiew dodatkowy na albumie
- Matt Heafy - śpiew, tekst utworu "Falling Downwards"
- Marcel Neumann – keyboard dodatkowy
- Neberu – okrzyki grupowe
- Christian Thiele, Sandra Muequin – fotografie
- Christopher Lovell – oprawa graficzna
- Thomas Böcker – układ graficzny

## Treść
Tytuł płyty stanowi konkluzję tematyki wszystkich utworów na niej zawartych. W warstwie tekstowej album obejmuje tematy takie jak: porażki, otchłanie, lęki, cierpienie, zniszczenie.
Słowa utworu "Nebel" są - w odróżnieniu do reszty piosenek (wykonywanych w języku angielskim) - napisane w języku niemieckim.
Słowa utworu "Wolves And Rats" stanowią wyobrażenie apokalipsy lub świata pow wybuchu nuklearnym, zaś piosenka "Your Song" jest wyrazem podziękowaniem dla fanów